# Chetone mimica
Chetone mimica är en fjärilsart som beskrevs av Butler 1874. Chetone mimica ingår i släktet Chetone och familjen björnspinnare. Inga underarter finns listade i Catalogue of Life.